# Streblocera sichuanensis
Streblocera sichuanensis är en stekelart som beskrevs av Wang 1986. Streblocera sichuanensis ingår i släktet Streblocera och familjen bracksteklar. Inga underarter finns listade i Catalogue of Life.